# Bradley Beal
Bradley Emmanuel Beal Sr. (Saint Louis, 1993. június 28. –) amerikai kosárlabdázó, a Phoenix Suns játékosa a National Basketball Associationben (NBA).
Saint Louis városában született, az ország egyik legjobb tehetségének tekintették, megválasztották az ország legjobbjának 2011-ben. Egyetemen a Florida Gators játékosa volt 2011 és 2012 között, az után, hogy már 2009-ben, 16 évesen bejelentette, hogy a csapatban fog játszani. Egyetlen szezonjában többször is a legjobb újoncok közé választották, a szezon végén az SEC főcsoport egyik legjobbjának nevezték. 2012-ben részt vett az NBA-drafton, ahol a Washington Wizards választotta.
Első szezonját az NBA-ben harmadik helyen zárta az év újonca szavazáson (Damian Lillard és Anthony Davis mögött) és beválasztották az első újonc csapatba. Második szezonjában jutott először a rájátszásba, a második fordulóig jutottak. A következő szezonokban komoly sérülésekben szenvedett, hosszú időszakokat kellett kihagynia. A 2016–2017-es szezontól kezdődően az NBA egyik legjobb hátvédje lett, egyre jobb teljesítményeket mutatott. 2018-ban lett először All Star. Ez után 2021-ig nem jutott a csapata a rájátszásba, amely évben az All-NBA csapatba is beválasztották. 2022 júliusában 251 millió dolláros szerződést írt alá a Washingtonnal, majd egy évvel később, tizenkét év után elhagyta a csapatot, hogy a Phoenix Suns játékosa legyen.
Az amerikai válogatottban utánpótlás szinten játszott. 2009-ben U16-os Amerika-bajnok lett a csapattal, míg 2010-ben U17-es világbajnok. Az utóbbi torna legjobb játékosának választották. A felnőtt csapatban játszott három barátságos mérkőzést 2021-ben, de végül nem utazott el az olimpiára a kerettel, miután pozitív lett Covid19-tesztje.

## Statisztika

### Egyetem
| Év        | Csapat         | JM | KM | JP/M | MG%  | 3P%  | BD%  | LP/M | GP/M | L/M | B/M | P/M  |
| --------- | -------------- | -- | -- | ---- | ---- | ---- | ---- | ---- | ---- | --- | --- | ---- |
| 2011–2012 | Florida Gators | 37 | 37 | 34.2 | .445 | .339 | .769 | 6,7  | 2,2  | 1,4 | 0,8 | 14,8 |

### NBA

#### Alapszakasz
| Év        | Csapat             | JM  | KM  | JP/M  | MG%  | 3P%  | BD%  | LP/M | GP/M | L/M | B/M | P/M  |
| --------- | ------------------ | --- | --- | ----- | ---- | ---- | ---- | ---- | ---- | --- | --- | ---- |
| 2012–2013 | Washington Wizards | 56  | 46  | 31,2  | .410 | .386 | .786 | 3,8  | 2,4  | 0,9 | 0,5 | 13,9 |
| 2013–2014 | Washington Wizards | 73  | 73  | 34,7  | .419 | .402 | .788 | 3,7  | 3,3  | 1,0 | 0,2 | 17,1 |
| 2014–2015 | Washington Wizards | 63  | 59  | 33,4  | .427 | .409 | .783 | 3,8  | 3,1  | 1,2 | 0,3 | 15,3 |
| 2015–2016 | Washington Wizards | 55  | 35  | 31,1  | .449 | .387 | .767 | 3,4  | 2,9  | 1,0 | 0,2 | 17,4 |
| 2016–2017 | Washington Wizards | 77  | 77  | 34,9  | .482 | .404 | .825 | 3,1  | 3,5  | 1,1 | 0,3 | 23,1 |
| 2017–2018 | Washington Wizards | 82* | 82* | 36,3  | .460 | .375 | .793 | 4,4  | 4,5  | 1,2 | 0,4 | 22,6 |
| 2018–2019 | Washington Wizards | 82* | 82* | 36,9* | .475 | .351 | .808 | 5,0  | 5,5  | 1,5 | 0,7 | 25,6 |
| 2019–2020 | Washington Wizards | 57  | 57  | 36,0  | .455 | .353 | .842 | 4,2  | 6,1  | 1,2 | 0,4 | 30,5 |
| 2020–2021 | Washington Wizards | 60  | 60  | 35,8  | .485 | .349 | .889 | 4,7  | 4,4  | 1,2 | 0,4 | 31,3 |
| 2021–2022 | Washington Wizards | 40  | 40  | 36,0  | .451 | .300 | .833 | 4,7  | 6,6  | 0,9 | 0,4 | 23,3 |
| 2022–2023 | Washington Wizards | 50  | 50  | 33,5  | .506 | .365 | .842 | 3,9  | 5,4  | 0,9 | 0,7 | 23,3 |
| 2023-2024 | Phoenix Suns       | 53  | 53  | 33,3  | .513 | .430 | .813 | 4.4  | 5.0  | 1.0 | 0,5 | 18.2 |
| 2024-2025 | Phoenix Suns       | 53  | 38  | 32,1  | .497 | .386 | .803 | 3,3  | 3,7  | 1,1 | 0,5 | 17,0 |
| Karrier   | Karrier            | 801 | 752 | 34,4  | .464 | .376 | .821 | 4,1  | 4,3  | 1,1 | 0,4 | 21,5 |
| All Star  | All Star           | 3   | 1   | 21,7  | .496 | .433 | .000 | 1,0  | 2,3  | 1,0 | 0,0 | 17,0 |

#### Play-in
| Év      | Csapat             | JM | KM | JP/M | MG%  | 3P%  | BD%  | LP/M | GP/M | L/M | B/M | P/M  |
| ------- | ------------------ | -- | -- | ---- | ---- | ---- | ---- | ---- | ---- | --- | --- | ---- |
| 2021    | Washington Wizards | 2  | 2  | 32,0 | .452 | .385 | .800 | 7,0  | 5,0  | 0,0 | 1,5 | 23,5 |
| Karrier | Karrier            | 2  | 2  | 32,0 | .452 | .385 | .800 | 7,0  | 5,0  | 0,0 | 1,5 | 23,5 |

#### Rájátszás
| Év      | Csapat             | JM | KM | JP/M | MG%  | 3P%  | BD%  | LP/M | GP/M | L/M | B/M | P/M  |
| ------- | ------------------ | -- | -- | ---- | ---- | ---- | ---- | ---- | ---- | --- | --- | ---- |
| 2014    | Washington Wizards | 11 | 11 | 41,6 | .424 | .415 | .796 | 5,0  | 4,5  | 1,6 | 0,6 | 19,2 |
| 2015    | Washington Wizards | 10 | 10 | 41,8 | .405 | .365 | .831 | 5,5  | 4,6  | 1,6 | 0,7 | 23,4 |
| 2017    | Washington Wizards | 13 | 13 | 38,8 | .471 | .287 | .820 | 3,3  | 2,7  | 1,6 | 0,6 | 24,8 |
| 2018    | Washington Wizards | 6  | 6  | 36,0 | .454 | .467 | .870 | 3,3  | 2,8  | 1,2 | 0,3 | 23,2 |
| 2021    | Washington Wizards | 5  | 5  | 39,0 | .455 | .219 | .861 | 6,2  | 4,2  | 0,8 | 0,6 | 30,0 |
| 2024    | Phoenix Suns       | 4  | 4  | 38,5 | .441 | .435 | .800 | 2,8  | 4,5  | 0,8 | 0,3 | 16,5 |
| Karrier | Karrier            | 45 | 45 | 39,8 | .442 | .347 | .829 | 4,6  | 3,8  | 1,5 | 0,6 | 23,5 |